# Komisariat Straży Granicznej „Śniatyn”
Komisariat Straży Granicznej „Śniatyn” – jednostka organizacyjna Straży Granicznej pełniąca służbę ochronną na granicy polsko-rumuńskiej w latach 1928–1939.

## Geneza
Na wniosek Ministerstwa Skarbu, uchwałą z 10 marca 1920, powołano do życia Straż Celną. Proces tworzenia Straży Celnej trwał do końca 1922. 
Komisariat Straży Celnej „Śniatyn”, wraz ze swoimi placówkami granicznymi, wszedł w podporządkowanie Inspektoratu Straży Celnej „Śniatyn”.
W drugiej połowie 1927 przystąpiono do gruntownej reorganizacji Straży Celnej. W praktyce skutkowało to rozwiązaniem tej formacji granicznej.
Rozkazem nr 5 z 16 maja 1928 w sprawie organizacji Małopolskiego Inspektoratu Okręgowego dowódca Straży Granicznej gen. bryg. Stefan Pasławski powołał komisariat Straży Granicznej „Śniatyn”, który przejął ochronę granicy od rozwiązywanego komisariatu Straży Celnej.

## Formowanie i zmiany organizacyjne
Rozporządzeniem Prezydenta Rzeczypospolitej Polskiej Ignacego Mościckiego z 22 marca 1928, do ochrony północnej, zachodniej i południowej granicy państwa, a w szczególności do ich ochrony celnej, powoływano z dniem 2 kwietnia 1928 Straż Graniczną.
Rozkazem nr 5 z 16 maja 1928 w sprawie organizacji Małopolskiego Inspektoratu Okręgowego dowódca Straży Granicznej gen. bryg. Stefan Pasławski przydzielił komisariat „Śniatyn” do Inspektoratu Granicznego nr 21 „Kołomyja” i określił jego strukturę organizacyjną. 
Już 8 września 1828 dowódca Straży Granicznej rozkazem nr 6 w sprawie organizacji Małopolskiego Inspektoratu Okręgowego podpisanym w zastępstwie przez mjr. Wacława Szpilczyńskiego zmieniał organizację komisariatu i ustalał zasięg placówek. 
Rozkazem nr 7 z 25 września 1929 w sprawie reorganizacji i zmian dyslokacji Małopolskiego Inspektoratu Okręgowego komendant Straży Granicznej płk Jan Jur-Gorzechowski określił numer i nową strukturę komisariatu. 
Rozkazem nr 4/31 zastępcy komendanta Straży Granicznej płk. Emila Czaplińskiego z 20 października 1931 zmieniono nazwę placówki I linii „Potoczek” na „Augustowo”.
Rozkazem nr 1 z 29 stycznia 1934 w sprawach [...] zmian przydziałów, komendant Straży Granicznej płk Jan Jur-Gorzechowski utworzył placówkę I linii „Popielniki” i „Przerwa”.

## Służba graniczna
Sąsiednie komisariaty:
- komisariat Straży Granicznej „Kosów” ⇔ KOP (batalion KOP „Borszczów” − maj 1928
- komisariat Straży Granicznej „Kosów” ⇔ komisariat Straży Granicznej „Jasieniów Polny” − wrzesień 1928
- komisariat Straży Granicznej „Kosów” ⇔ komisariat Straży Granicznej „Horodenka” − 1935

## Funkcjonariusze komisariatu
| Kierownicy/komendanci komisariatu | Kierownicy/komendanci komisariatu | Kierownicy/komendanci komisariatu |
| stopień                           | imię i nazwisko                   | okres pełnienia służby            |
| --------------------------------- | --------------------------------- | --------------------------------- |
|                                   | Bolesław Mościcki.                |                                   |
| komisarz                          | Wacław Będzikowski                | 8 V 1938 - 21 IX 1939             |
| Zastępcy komendanta komisariatu   |                                   |                                   |
| starszy strażnik                  | Zdzisław Pietrzyk                 | 1 V 1939 –                        |

## Struktura organizacyjna
Organizacja komisariatu w maju 1928:
- komenda − Śniatyn
- placówka Straży Granicznej I linii „Załusze”
- placówka Straży Granicznej I linii „Zawale”
- placówka Straży Granicznej I linii „Kułaczyn”
- placówka Straży Granicznej I linii „Stecowa”
- placówka Straży Granicznej I linii „Jasieniów Polny”
- placówka Straży Granicznej I linii „Probabin”
- placówka Straży Granicznej II linii „Śniatyn”
- placówka Straży Granicznej II linii „Horodenka”

Organizacja komisariatu we wrześniu 1928:
- placówka Straży Granicznej I linii „Tuczapy”
- placówka Straży Granicznej I linii „Załusze”
- placówka Straży Granicznej I linii „Zawale”
- placówka Straży Granicznej I linii „Kułaczyn”
- placówka Straży Granicznej I linii „Kohuntkowa”
- placówka Straży Granicznej II linii „Śniatyn”

Organizacja komisariatu we wrześniu 1929:
- 3/22 komenda − Śniatyn
- placówka Straży Granicznej I linii „Tuczapy”
- placówka Straży Granicznej I linii „Załusze”
- placówka Straży Granicznej I linii „Zawale”
- placówka Straży Granicznej I linii „Kułaczyn”
- placówka Straży Granicznej I linii „Potoczek”
- placówka Straży Granicznej II linii „Śniatyn”
- placówka Straży Granicznej II linii „Kołomyja”

Organizacja komisariatu w 1931:
- komenda −Śniatyn (42 km)
- placówka Straży Granicznej I linii „Tuczapy”
- placówka Straży Granicznej I linii „Załucze”
- placówka Straży Granicznej I linii „Zawale”
- placówka Straży Granicznej I linii „Kułaczyn”
- placówka Straży Granicznej I linii „Potoczek” → W 1931 zmieniono nazwę na Augustowo
- placówka Straży Granicznej II linii „Śniatyn”
- placówka Straży Granicznej II linii „Kołomyja”

Organizacja komisariatu w 1935:
- komenda − Śniatyn
- placówka Straży Granicznej I linii „Tuczapy”
- placówka Straży Granicznej I linii „Załusze”
- placówka Straży Granicznej I linii „Zawale”
- placówka Straży Granicznej I linii „Kułaczyn”
- placówka Straży Granicznej I linii „Augustowo”
- placówka Straży Granicznej I linii „Popielniki”
- placówka Straży Granicznej I linii „Przerwa”
- placówka Straży Granicznej II linii „Śniatyn”
- placówka Straży Granicznej II linii „Kołomyja”
- placówka Straży Granicznej II linii „Zabłotów”